# Ервін Фуксбіхлер
Ервін Фуксбіхлер (нім. Erwin Fuchsbichler, нар. 27 березня 1952) — австрійський футболіст, воротар.

## Клубна кар'єра
У дорослому футболі дебютував 1969 року виступами за команду клубу «Капфенберг», в якій провів один сезон.
Своєю грою за цю команду привернув увагу представників тренерського штабу клубу «Рапід» (Відень), до складу якого приєднався 1970 року. Відіграв за віденську команду наступні три сезони своєї ігрової кар'єри.
1973 року уклав контракт з клубом «ВОЕСТ Лінц», у складі якого провів наступні п'ятнадцять років своєї кар'єри гравця.
Завершив професійну ігрову кар'єру у «Форвартс-Штайра», за команду якого виступав протягом 1988–1989 років.

## Виступи за збірну
1978 року дебютував в офіційних матчах у складі національної збірної Австрії. Протягом кар'єри у національній команді, яка тривала усього один рік, провів у формі головної команди країни 4 матчі.
У складі збірної був учасником чемпіонату світу 1978 року в Аргентині.